# Johann Franz Encke
Johann Franz Encke (født 23. september 1791 i Hamburg, død 26. august 1865 i Spandau) var en tysk astronom.
Encke studerede astronomi i Göttingen hos Carl Friedrich Gauss, ansattes 1816 som assistent på Seeberg-observatoriet ved Gotha, blev det følgende år interimistisk direktør og 1822 observatoriets virkelige direktør. 1825 blev Encke kaldet til Berlin som akademiker, sekretær for den fysisk-matematiske klasse ved akademiet og direktør for observatoriet, som blev bygget under Enckes opsigt og taget i brug 1835; i denne stilling stod han til 1863. 1819 påviste Encke, at kometen fra 1818 var en periodisk komet, som senere fik navnet Enckes komet, af Encke selv altid benævnt efter opdageren Pons’ komet. Fra Gotha sender han ud sin bearbejdelse af observationerne af Venuspassagerne 1761 og 1769 (Die Entfernung der Sonne, og som fortsættelse Der Venusdurchgang von 1769 (1822, 1824)); den af Encke udledede værdi for solparallaksen blev benyttet helt ned til 1870’erne. I Berlin havde Encke at udgive Berliner astronomisches Jahrbuch, hvilket han besørgede 1830-66, og som ved hans ledelse hævede sig til at blive en af de mest benyttede astronomiske årbøger. Især gjorde han sig fortjent ved stadig at levere efemeride for de små planeter, og derved blev Berlins observatorium på en vis måde centret for »de små planeters astronomi«. Som akademiets astronom har Encke fortjeneste af at have bragt Friedrich Wilhelm Bessels plan om udgivelse af de akademiske stjernekort til fuldførelse 1859, og for akademiet har han forelagt sine beregninger over kometbaner og da specielt Enckes komet (i alt otte afhandlinger) og sin 1851 givne metode til beregning af specielle perturbationer (metoden var før Encke udarbejdet af William Cranch Bond). Efter Enckes død udkom samlet hans i Jahrbuch 1830-62 offentliggjorte afhandlinger i tre bind (1866); senere er udgivet af Harry Gravelius Gesammelte mathematische und astronomische Abhandlungen (tre bind, 1888-89).